# Carl Ferdinand Andersen
Carl Ferdinand Andersen, född 1846 och död 1913, var en dansk målare.
Ändersen studerade först arkitektur men gick snart över till måleriet. Andersen har utfört en mäng porträtt av god karaktäristig och har framför allt haft stor betydelse som lärare.

## Utmärkelser
- Riddare av Dannebrogorden,  1894[5]
- Professors namn,  1904[5]

[Redigera Wikidata]